# Pajares de la Laguna
Pajares de la Laguna è un comune spagnolo di 143 abitanti situato nella comunità autonoma di Castiglia e León.